# Mietraching (Deggendorf)

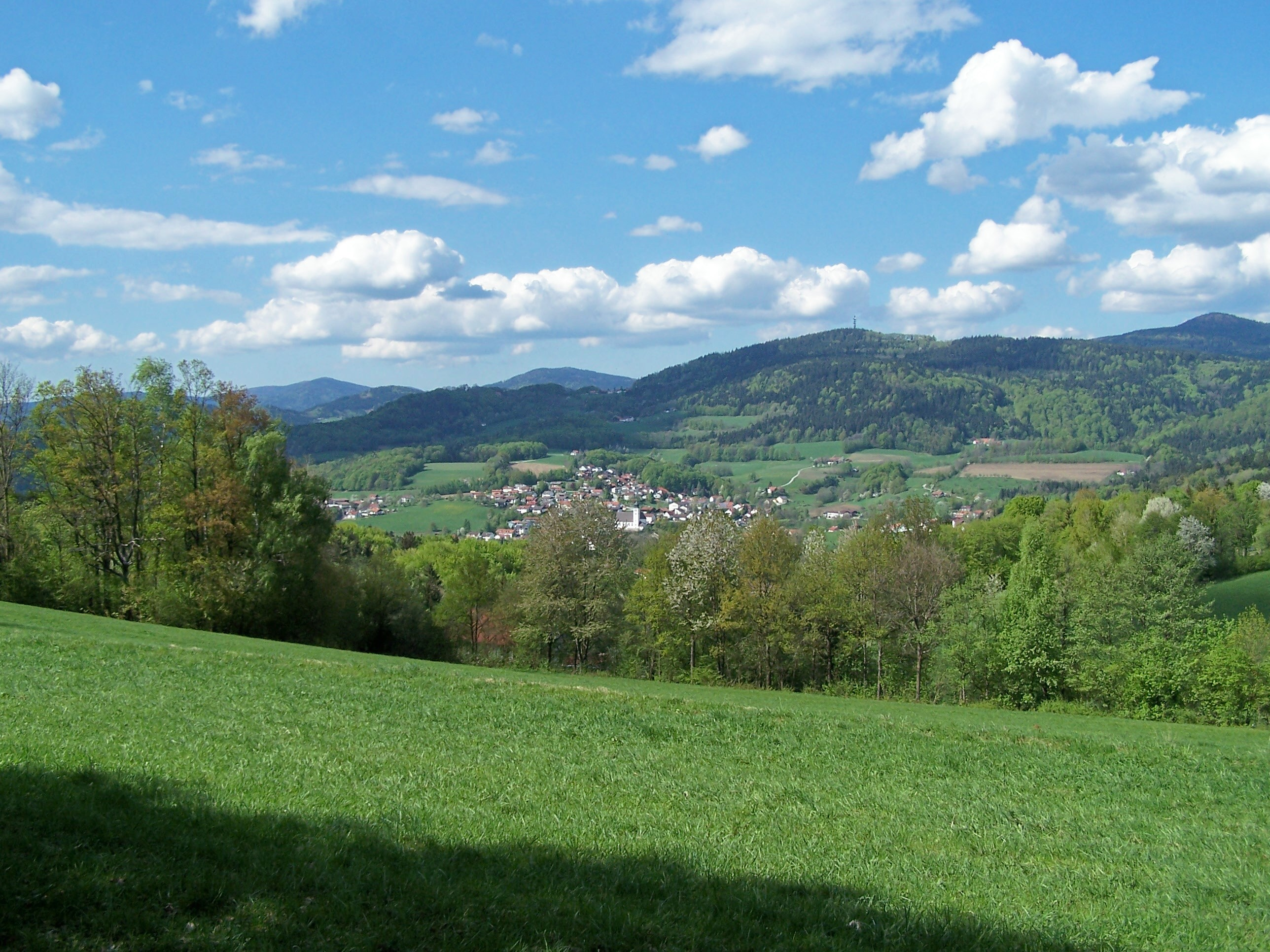
Südost-Ansicht von Mietraching

Mietraching ist ein Gemeindeteil der großen Kreisstadt Deggendorf im gleichnamigen Landkreis.

## Lage
Der Ortskern liegt an der Staatsstraße 2135 und ist vom Stadtzentrum etwa fünf Kilometer in nordöstlicher Richtung entfernt.
Der Gemeindeteil liegt auf dem 13. Meridian.

## Geschichte
Seine erste Erwähnung fand Mietraching Ende des 13. Jahrhunderts im zweiten bayerischen Herzogsurbar. 
Im Jahre 1809 wurde der Steuerdistrikt Mietraching gebildet, 1818 entstand die politische Gemeinde. 1838 erbaute man am westlichen Ortsrand eine Schule. Im Jahr 1839 kaufte Franz Xaver Freiherr von Hafenbrädl zu Schlossau am östlichen Ortsrand einen Bauernhof und baute ihn zu einem Herrenhaus aus, dem 1841 eine Schlosskapelle angefügt wurde. Außerdem entstanden eine Glasschleife und ein Wirtshaus. Hafenbrädl starb 1840, seine Witwe Elisabeth Freiin von Hafenbrädl erhielt am 18. Juli 1849 die Genehmigung, die Hafenbrädlsche Ansiedlung, bisher als „Neugebäude“ bezeichnet, in Maxhofen umzubenennen. Aus dem 1919/20 erbauten Kraftwerk Maxhofen gingen die Ruselkraftwerke hervor.
Die Einwohnerzahl von Mietraching stieg von 591 im Jahr 1840 auf 1630 im Jahr 1961 und 1771 im Jahr 1970. Am 1. Januar 1972 kam die Gemeinde Greising hinzu, am 1. Januar 1974 wurde Mietraching im Zuge der Gemeindegebietsreform in die Große Kreisstadt Deggendorf eingemeindet.